# Joanna Shields
Joanna Shields, baronne Shields, (née le 12 juillet 1962) est une femme politique et vétéran de l'industrie technologique anglo-américaine qui est actuellement PDG du groupe BenevolentAI.
Shields est ministre britannique de la sécurité et de la sûreté d'Internet, sous-secrétaire d'État et conseiller sur l'économie numérique de David Cameron. Elle est nommée pair à vie à la Chambre des lords en 2014. En 2016, la baronne Shields est nommée représentante spéciale du Premier ministre pour la sécurité sur Internet.
Avant de rejoindre le gouvernement, Shields passe plus de 25 ans dans des entreprises technologiques connues, notamment Electronics for Imaging, RealNetworks, Google, AOL et Facebook, ainsi qu'à diriger plusieurs start-up.

## Jeunesse
Joanna Shields est née en 1962 à St. Marys, en Pennsylvanie, et est la deuxième de cinq enfants.
Elle obtient son diplôme BS de l'Université d'État de Pennsylvanie, où elle est membre de la sororité Chi Omega et fait ses études post-diplômés en MBA de l'Université George-Washington. Elle reçoit un doctorat en service public, Honoris Causa, de l'Université George-Washington en mai 2016.

## Carrière professionnelle
En 1984, en tant qu'étudiante diplômée en commerce, Shields travaille à temps partiel au Bureau des affaires nationales de Deloitte à Washington, DC et est chargé de rédiger un plan d'affaires pour une start-up appelée NDC (National Digital Corporation), l'un des pionniers dans la transmission et l'archivage de supports numériques acquis par Gruner + Jahr.
Pendant son séjour à NDC, Shields rencontre l'entrepreneur israélien et fondateur de Scitex, Efi Arazi, qui a créé une nouvelle entreprise appelée Efi (Electronics for Imaging, Nasdaq:EFII). En 1989, elle part dans la Silicon Valley et rejoint l'entreprise, où elle commence à travailler en tant que chef de produit et, en huit ans, gravit les échelons pour devenir vice-présidente des systèmes de production.
En 1997, elle devient PDG de Veon, une société de technologie vidéo interactive qui possède des brevets pour l'ajout de liens interactifs aux flux vidéo qui deviennent une partie de la norme de vidéo en streaming MPEG4. Philips acquiert Veon en 2000. Après la clôture de la transaction Veon, Shields est embauchée par la société qui a inventé le streaming audio et vidéo, RealNetworks, pour gérer ses activités en dehors des États-Unis.
Shields rejoint brièvement l'ancien PDG et collègue d'Efi, Dan Avida, pour créer une société de chiffrement de stockage appelée Decru, où elle noue un partenariat avec Network Appliance, la société qui a finalement acquis Decru pour 272 millions de dollars.
Shields est ensuite directrice générale de Google Europe, Moyen-Orient et Afrique, où elle est responsable du développement de l'activité de syndication publicitaire de l'entreprise, AdSense, et de l'acquisition de contenu et de partenariats pour des produits tels que Google Mail, Video (avant l'acquisition de YouTube), Cartes, Local, Actualités et Livres.
Fin 2006, Benchmark Capital approche Shields pour la recruter comme PDG de la startup de réseautage social Bebo. Chez Bebo, Shields présente Open Media, ouvrant la plate-forme de Bebo aux entreprises de médias pour atteindre sa base d'utilisateurs de 50 millions et permettant aux propriétaires de médias de monétiser leur contenu, et Bebo Originals, une série d'émissions en ligne originales. Le premier Bebo Original KateModern est visionné 85 millions de fois, est nommé pour deux prix BAFTA et remporte le Broadcasting Press Guild Innovation Award pour le développement exceptionnel de la radiodiffusion.
Après avoir conçu l'acquisition de Bebo pour 850 millions de dollars par Aol en mai 2008, Shields part brièvement à New York pour diriger les réseaux de personnes nouvellement créés d'Aol, supervisant les actifs sociaux et de communication de l'entreprise, notamment AIM, Aol Instant Messenger et ICQ. Le développement de Bebo se poursuit sous Shields avec la sortie de Timeline en 2009, un réseau social.
En 2009, Shields est recrutée par son ancienne collègue de Google, Sheryl Sandberg pour diriger Facebook en Europe, au Moyen-Orient et en Afrique en tant que vice-présidente et directrice générale. Dans ce poste, elle fait de l'EMEA la plus grande région de l'entreprise. Elle préside également à la croissance de la présence internationale à plus d'un milliard d'utilisateurs.
En mai 2018, Shields est nommée PDG du groupe BenevolentAI, une startup médicale basée à Londres,.

## Carrière politique
En octobre 2012, Shields est recrutée par le Premier ministre David Cameron pour diriger l'initiative Tech City du gouvernement et devenir l'ambassadeur du Royaume-Uni pour les industries numériques. Elle est présidente-directrice générale de Tech City de janvier 2013 à mai 2015, période pendant laquelle elle travaille avec la Bourse de Londres pour lancer le nouveau segment à forte croissance et créé Future Fifty, un programme pour identifier les 50 sociétés à la croissance la plus rapide et les accompagner sur la voie d'une introduction en bourse. Future Fifty est lancé par le Chancelier de l'Échiquier George Osborne en avril 2013. Shields est également impliquée dans la promotion des politiques et des conditions qui favorisent l'entrepreneuriat dans l'UE et, avec huit autres entrepreneurs européens de premier plan, lance le EU Startup Manifesto qui vise à transformer l'Union européenne en une région favorable aux startups.
Shields est nommée conseillère du Premier ministre sur l'économie numérique à l'été 2014 et elle occupe ce poste jusqu'aux élections générales de mai 2015, lorsque David Cameron la nomme ministre de la sûreté et de la sécurité d'Internet et sous-secrétaire parlementaire à la fois pour le Ministère de l'Intérieur et ministère de la Culture, des Médias et des Sports dans le gouvernement majoritaire nouvellement élu. En juillet 2016, elle est reconduite dans ses fonctions par le Premier ministre Theresa May.
En décembre 2016, après 18 mois au ministère de la Culture, des Médias et des Sports et un an en tant que co-ministre, Shields est en fonction au ministère de l'Intérieur à temps plein et représentant spécial du Premier ministre sur la criminalité et les méfaits sur Internet  en plus à son poste de ministre de la sûreté et de la sécurité d'Internet. Shields est ministre de la sûreté et de la sécurité d'Internet jusqu'en juin 2017, date à laquelle elle démissionne de son poste ministériel avant les élections générales pour se concentrer sur son travail avec l'Alliance mondiale WeProtect et son rôle de représentante spéciale du Premier ministre sur la criminalité et les dommages sur Internet.
Shields est nommé OBE dans la liste d'honneur du Nouvel An 2014 pour « services aux industries numériques et service volontaire aux jeunes ». Elle est élevée à la pairie le 16 septembre 2014 en prenant le titre de baronne Shields, de Maida Vale dans la ville de Westminster.

## Actions caritatives
Le 22 juillet 2013, le Premier ministre David Cameron prononce un discours sur la prolifération et l'accessibilité des images d'abus d'enfants sur Internet et sur la répression de la pornographie en ligne. Le Premier ministre annonce qu'un nouveau groupe de travail Royaume-Uni-États-Unis serait créé pour diriger une alliance mondiale des plus grandes sociétés Internet afin de lutter contre les images indécentes d'enfants en ligne. Joanna Shields dirige cette initiative, en collaboration avec les gouvernements britannique et américain et les organismes d'application de la loi et avec l'industrie pour maximiser les efforts internationaux. En avril 2014, elle fondée WeProtect.org, une alliance mondiale dirigée par le gouvernement britannique et soutenue par plus de 70 pays, 20 entreprises technologiques et ONG pour mettre fin au crime mondial d'abus et d'exploitation sexuels d'enfants en ligne.
En décembre 2014, David Cameron organise le premier sommet mondial WePROTECT à Londres. Ce sommet et un deuxième organisé à Abou Dhabi par le ministère de l'Intérieur des Émirats arabes unis consolident une coalition mondiale multipartite engagée envers les déclarations d'action I et II.
Shields siège également à plusieurs conseils d'administration en tant qu'administrateur, notamment Save the Children, la Société nationale pour la prévention de la cruauté envers les enfants NSPCC, le conseil d'administration de There4Me, l'American School à Londres et en tant que directeur non exécutif du conseil d'administration de la Bourse de Londres et au London Smart Board du maire Boris Johnson. Elle fait également partie du club des leaders des entrepreneurs Web de l'UE établi par la commissaire européenne et vice-présidente de l'époque, Neelie Kroes. Shields siège au conseil consultatif de la plate-forme philanthropique Elbi jusqu'au début de 2016. En 2017, Shields devient membre à vie du Council on Foreign Relations.
En 2018, elle rejoint la Commission transatlantique sur l'intégrité des élections de l'Alliance des démocraties. Elle participe au sommet de la Commission à Copenhague en juillet 2018[réf. souhaitée].
En octobre 2018, elle reçoit le prix ThankYou de la World Childhood Foundation. Le mois suivant, elle reçoit le prix International Figures Sheikha Fatima bint Mubarak pour la maternité et l'enfance.